# Sapta Jaya
Sapta Jaya is een bestuurslaag in het regentschap Indragiri Hilir van de provincie Riau, Indonesië. Sapta Jaya telt 459 inwoners (volkstelling 2010).